# 15 jours ailleurs
Pour plus de détails, voir Fiche technique et Distribution.
15 jours ailleurs est un téléfilm français réalisé par Didier Bivel en 2013. Il traite du sens de la vie et des relations entre humains, avec comme point de départ un cas de burn-out.

## Synopsis
Victime d'une pression devenue insoutenable et de la concurrence déloyale d'une adjointe, Vincent est victime d'un burn-out (syndrome d'épuisement professionnel) en pleine réunion. Avec l'accord de son épouse, il est interné en psychiatrie. Il s'y lie d'amitié avec Hélène, une jeune femme psychotique. À partir de ce point, le film développe le thème des relations humaines, de la prise de conscience du bilan d'une tranche de vie et de la prise en main de sa propre vie, avec en arrière-fond la problématique de l'internement psychiatrique.

## Fiche technique
- Titre  original : 15 jours ailleurs
- Réalisation : Didier Bivel
- Scénario : Jean-Pierre Sinapi, Jean-Marc Culiersi, Philippe Bernard
- Sociétés de production : Lizland Films, France télévisions
- Production : Élisabeth Arnac
- Image : Claude Garnier
- Montage : Laurence Bawedin
- Musique : Eric Neveu
- Pays d'origine  :  France
- Durée : 90 minutes
- Genre : drame
- Diffusion : 9 octobre 2013 sur France 2

## Distribution
- Didier Bourdon : Vincent
- Judith Chemla : Hélène
- Agathe Dronne : Florence
- Bernard Verley : le père de Vincent
- Bernard Alane : le professeur Leonetti
- Laurent Bateau : Guillaume
- Camille Panonacle : Astrid
- Fatima Adoum : l'assistante sociale
- Lucia Sanchez : Muriel
- Elina Löwensohn : le professeur Adamovitctz

## Prix et récompenses
- Festival du film de télévision de Luchon.  
  - Prix du meilleur acteur pour Didier Bourdon
  - Prix du meilleur espoir féminin pour Judith Chemla